# Pausandra hirsuta
Pausandra hirsuta är en törelväxtart som beskrevs av Joseph Lanjouw. Pausandra hirsuta ingår i släktet Pausandra och familjen törelväxter. Inga underarter finns listade i Catalogue of Life.